# Siemens S25
Das Siemens S25 ist ein Dualband-GSM-Mobiltelefon des ehemaligen Handyherstellers Siemens Mobile. Es war von Siemens ursprünglich für Business-Anwender vorgesehen und ab 1999 auf dem Markt erhältlich. Es galt als Nachfolger des S10 als das Oberklasse-Handy des deutschen Unternehmens Siemens AG.

## Funktionen
Das S25 war das erste Siemens-Mobiltelefon, das Dualband GSM unterstützt. Wie auch der Vorgänger, das S10, besitzt das S25 ein Farbdisplay. Ein integrierter Terminabgleich mit Microsoft Outlook erweiterte den Funktionsumfang. Das S25 besitzt eine Sprachmemo-Funktion für Sprachmemos mit einer Länge von bis zu 30 Sekunden. Textnachrichten können auf der SIM-Karte gespeichert werden, ebenso wie Kontakte. Alternativ bietet der interne Speicher Platz für bis zu 50 Kontakte und 50 Kurznachrichten. Neben einem Taschen- und Währungsrechner lassen sich vier Spiele spielen, unter anderem das von Microsoft für Siemens entwickelte, aus Windows bekannte Minesweeper.
Zusätzlich hatte das S25 eine Infrarot-Schnittstelle (IrDA).